# Katlin Winters
Katlin Marie Winters (Warren, 22 giugno 1992) è un'ex pallavolista statunitense.
Giocava nel ruolo di centrale.

## Carriera
La carriera di Katlin Winters inizia a livello scolastico con la South Lake High School, per proseguire a livello universitario: entra infatti a far parte della squadra di pallavolo femminile della University of Nevada, Las Vegas, partecipando alla NCAA Division I dal 2010 al 2014, saltando tuttavia la prima edizione del torneo per infortunio.
Nella stagione 2015-16 firma il suo primo contratto professionistico, giocando in Finlandia col Woman di Rovaniemi, mentre nel campionato seguente gioca in Germania, partecipando alla 1. Bundesliga con l'Erfurt, ritirandosi al termine del campionato.